# Powers (Oregon)
Powers az Amerikai Egyesült Államok északnyugati részén, Oregon állam Coos megyéjében, Myrtle Pointtól nem messze, az 542-es út mentén, a 42-es úttól délre, a Coquille-folyó déli ága mentén helyezkedik el. A 2010. évi népszámláláskor 689 lakosa volt. A város területe 1,66 km², melyből 0,13 km² vízi.
Az Oregon Geographic Names gyűjtése szerint az 1915-ben alapított település nevét a Smith–Powers Logging Company alelnökéről és ügyvezető igazgatójáról, Albert Henry Powersről kapta. A helyi postahivatalt 1945-ben hozták létre.
A településnek egy általános iskolája (Powers Elementary School, óvodától hatodik osztályig) és egy gimnáziuma (Powers High School, 7–12. osztályig) van, amelyek a Powersi Iskolakerület alá tartoznak.
A helységen áthalad a Glendale–Powers kerékpárút.

## Éghajlat
A település telei hűvösek és erősen csapadékosak, nyarai pedig nagyrészt szárazak; ebben közrejátszik a Csendes-óceán közelsége, emiatt a nyári éjszakák hőmérsékletei általában 10–12 °C körül alakulnak. A melegrekord 40 °C-kal 1878. augusztus 8-án, a hidegrekord pedig 11 °C-kal 1990. december 31-én dőlt meg. Évente átlagosan 6,5 nap van 32 °C-nál melegebb, valamint 45,1 nap van fagypont alatti hőmérséklet.
Évente átlagosan 138 nap van számottevő csapadék. A legcsapadékosabb év 1996 (2422 mm), a legszárazabb pedig 1976 (805 mm) volt. Az egy időben lehullt legnagyobb mennyiségű eső tekintetében 1973 novemberében dőlt meg a rekord (686 mm). Az egy nap alatt lehullt legnagyobb mennyiségű esőt (159 mm) 1996. november 19-én regisztrálták.
Habár telente a környező hegyekben gyakori a hóesés, a városban évente mindössze 6,4 mm hull. A leghavasabb év 1950 volt, amikor 47 centiméter hullt, csak januárban pedig 46 cm. Az egy nap alatt esett legnagyobb hómennyiség 20 centiméter, ekkora mennyiséget kétszer (1989. február 2. és 3.) mértek.
A Köppen-skála alapján a város éghajlata meleg nyári mediterrán. A legcsapadékosabb december hónap, a legszárazabb pedig a július–augusztus közötti időszak. A legmelegebb hónap augusztus, a leghidegebb pedig december.
| Hónap                                                          | Jan.  | Feb.  | Már. | Ápr. | Máj. | Jún. | Júl. | Aug. | Szep. | Okt. | Nov. | Dec.  | Év    |
| -------------------------------------------------------------- | ----- | ----- | ---- | ---- | ---- | ---- | ---- | ---- | ----- | ---- | ---- | ----- | ----- |
| Rekord max. hőmérséklet (°C)                                   | 23,3  | 28,3  | 27,8 | 33,9 | 37,2 | 38,9 | 38,3 | 40,0 | 39,4  | 39,4 | 29,4 | 22,8  | 40,0  |
| Átlagos max. hőmérséklet (°C)                                  | 12,2  | 13,9  | 15,6 | 17,2 | 20,0 | 22,8 | 26,1 | 26,7 | 25,6  | 21,1 | 14,4 | 11,1  | 18,9  |
| Átlaghőmérséklet (°C)                                          | 7,2   | 8,1   | 9,5  | 10,8 | 13,4 | 16,1 | 18,6 | 18,7 | 17,0  | 13,4 | 9,2  | 6,4   | 12,4  |
| Átlagos min. hőmérséklet (°C)                                  | 2,2   | 2,2   | 3,3  | 4,4  | 6,7  | 9,4  | 11,1 | 10,6 | 8,3   | 5,6  | 3,9  | 1,7   | 5,8   |
| Rekord min. hőmérséklet (°C)                                   | −12,8 | −13,9 | −5,0 | −2,8 | −2,2 | 0,6  | 2,8  | 1,7  | −1,7  | −4,4 | −8,3 | −15,0 | −15,0 |
| Átl. csapadékmennyiség (mm)                                    | 230   | 199   | 181  | 133  | 76   | 35   | 8    | 11   | 30    | 91   | 223  | 285   | 1502  |
| Forrás: Western Regional Climate Center és The Weather Channel |       |       |      |      |      |      |      |      |       |      |      |       |       |

## Népesség

### 2010
A 2010-es népszámláláskor a városnak 689 lakója, 314 háztartása és 172 családja volt. A népsűrűség 450,3 fő/km2. A lakóegységek száma 379, sűrűségük 247,7 db/km2. A lakosok 85,1%-a fehér,  4,1%-a indián, 0,3%-a ázsiai,  0,6%-a egyéb, 10%-a pedig kettő vagy több etnikumú. A spanyol vagy latino származásúak aránya 4,4% (3,5% mexikói,   0,9% egyéb spanyol vagy latino származású.)
A háztartások 22,6%-ában élt 18 évnél fiatalabb. 38,5% házas, 10,8% egyedülálló nő, 5,4% egyedülálló férfi, 45,2% pedig nem család. 34,7% egyedül élt; 19,5%-uk 65 éves vagy idősebb. Egy háztartásban átlagosan 2,19 személy élt; a családok átlagmérete 2,81 fő.
A medián életkor 51,8 év volt. A város lakóinak 19,7%-a 18 évesnél fiatalabb, 5,4% 18 és 24 év közötti, 15,8%-uk 25 és 44 év közötti, 34,9%-uk 45 és 64 év közötti, 24,2%-uk pedig 65 éves vagy idősebb. A lakosok 52%-a férfi, 48%-a pedig nő.

### 2000
A 2000-es népszámláláskor  a városnak 734 lakója, 334 háztartása és 184 családja volt. A népsűrűség 479,7 fő/km2. A lakóegységek száma 403, sűrűségük 263,4 db/km2. A lakosok 84,06%-a fehér,  6,54%-a indián, 0,54%-a ázsiai, 0,14%-a a Csendes-óceáni szigetekről származik, 0,14%-a egyéb-, 8,58%-a pedig kettő vagy több etnikumú. A spanyol vagy latino származásúak aránya 2,32% (1,1% mexikói,   1,2% pedig egyéb spanyol/latino származású.)
A háztartások 22,8%-ában élt 18 évnél fiatalabb. 42,2% házas, 9% egyedülálló nő; 44,9% pedig nem család. 38,3% egyedül élt; 21,6%-uk 65 éves vagy idősebb. Egy háztartásban átlagosan 2,2 személy élt; a családok átlagmérete 2,92 fő.
A város lakóinak 24,1%-a 18 évesnél fiatalabb, 5,3% 18 és 24 év közötti, 21,3%-uk 25 és 44 év közötti, 27,5%-uk 45 és 64 év közötti, 21,8%-uk pedig 65 éves vagy idősebb. A medián életkor 45 év volt. Minden 100 nőre 98,4 férfi jut; a 18 évnél idősebb nőknél ez az arány 95,4.
A háztartások medián bevétele 21 615 amerikai dollár, ez az érték családoknál $23 750. A férfiak medián keresete $30 536, míg a nőké $27 750. A város egy főre jutó bevétele (PCI) $12 544. A családok 16,3%-a, a teljes népesség 23,5%-a élt létminimum alatt; a 18 év alattiaknál ez a szám 34,6%, a 65 évnél idősebbeknél pedig 13,6%.

## Látnivalók
A helyi vasúti múzeummal szemben található a környék legrégebbi, telepesek lakóhelyéül szolgáló épület, a Wagner-ház. A főút mentén található az erdészeti hivatal helyi kirendeltsége, azzal szemben pedig a kempingezésre alkalmas, több szolgáltatással is felszerelt megyei park. A Coquille–Rogue Scenic Byway mentén 8 km-re délre fekszik a Siskiyou Nemzeti Erdő, ahol további pihenőhelyek találhatóak. Minden évben a függetlenség napján (július 4.) rendezik meg a White Cedar Days Festivalt.

## Fordítás
Ez a szócikk részben vagy egészben  a   Powers, Oregon című angol Wikipédia-szócikk ezen változatának fordításán alapul.  Az eredeti cikk szerkesztőit annak laptörténete sorolja fel. Ez a jelzés csupán a megfogalmazás eredetét és a szerzői jogokat jelzi, nem szolgál a cikkben szereplő információk forrásmegjelöléseként.